# Mike Brittain
Michael James "Mike" Brittain (Clearwater, Florida, 21 de junio de 1963-Atlanta, Georgia, 25 de octubre de 1995) fue un jugador de baloncesto estadounidense que jugó dos temporadas en la NBA. Con 2,13 metros de estatura, jugaba en la posición de pívot.

## Trayectoria deportiva

### Universidad
Jugó durante cuatro temporadas con los Gamecocks de la Universidad de Carolina del Sur, en las que promedió 7,0 puntos, 4,6 rebotes y 1,5 tapones por partido.

### Profesional
Fue elegido en la vigésimo novena posición del Draft de la NBA de 1985 por San Antonio Spurs, donde jugó 32 partidos a lo largo de su primera temporada, en los que promedió 1,7 puntos y 1,5 rebotes. Tras ser despedido al término de la competición, fue repescado meses después por los Spurs, con quienes firmó dos contratos de diez días, disputando seis partidos en los que promedió 1,5 puntos.

## Estadísticas de su carrera en la NBA

### Temporada regular
| Temporada | Edad | Equipo            | Liga | P  | TIT | MIN | TC  | TCA | %TC  | 3P  | 3PA | %3P | TL  | TLA | %TL  | R.OF. | R.DEF. | REB | ASIS | ROB | TAP | PER | FP  | PTS |
| 1985-86   | 22   | San Antonio Spurs | NBA  | 32 | 2   | 6.8 | 0.7 | 1.3 | .512 | 0.0 | 0.0 |     | 0.3 | 0.6 | .526 | 0.3   | 1.2    | 1.5 | 0.2  | 0.1 | 0.4 | 0.6 | 1.7 | 1.7 |
| 1986-87   | 23   | San Antonio Spurs | NBA  | 6  | 0   | 4.8 | 0.7 | 1.5 | .444 | 0.0 | 0.0 |     | 0.2 | 0.3 | .500 | 0.3   | 0.3    | 0.7 | 0.3  | 0.2 | 0.0 | 0.3 | 0.5 | 1.5 |
| Total     |      |                   | NBA  | 38 | 2   | 6.5 | 0.7 | 1.4 | .500 | 0.0 | 0.0 |     | 0.3 | 0.6 | .524 | 0.3   | 1.1    | 1.4 | 0.2  | 0.1 | 0.3 | 0.6 | 1.5 | 1.7 |

### Playoffs
| Temporada | Edad | Equipo            | Liga | P | MIN | TCA | TC | 3PA | 3P | TLA | TL | R.OF. | REB | ASIS | ROB | TAP | PER | FP | PTS | %TC  | %3P | %FT | MIN | PTS | REB | AST |
| 1985-86   | 22   | San Antonio Spurs | NBA  | 1 | 2   | 1   | 2  | 0   | 0  | 0   | 0  | 1     | 1   | 0    | 0   | 1   | 0   | 0  | 2   | .500 |     |     | 2.0 | 2.0 | 1.0 | 0.0 |
| Total     |      |                   | NBA  | 1 | 2   | 1   | 2  | 0   | 0  | 0   | 0  | 1     | 1   | 0    | 0   | 1   | 0   | 0  | 2   | .500 |     |     | 2.0 | 2.0 | 1.0 | 0.0 |

## Fallecimiento
Brittain fue encontrado muerto en su apartamento de Atlanta por la policía en octubre de 1995, tras recibir el aviso por parte de su padre, que llevaba 5 días sin poder localizarlo. La oficina del médico forense del condado de DeKalb atribuyó su muerte a una alta concentración de alcohol en la sangre, según las pruebas de toxicología realizadas por la Oficina de Investigación de Georgia. Tenía 32 años de edad.